# 頂清水
頂清水，是臺灣宜蘭縣五結鄉的一個地名，位於該鄉東部。相較於今日行政區，其範圍大致與季新村相近。

## 歷史
台灣清治末期，頂清水地區為一街庄，稱為「頂清水庄」，隸屬於利澤簡堡。該庄昔日西及北隔羅東溪（今冬山河）與鐤橄社庄、大埔庄、松仔腳庄、四百名庄、一百甲庄、茅仔藔庄為界，東北隔羅東溪匯入後的濁水溪（今蘭陽溪）與廍後庄為界，東臨太平洋，南邊為下清水庄、利澤簡庄。
1901年（日明治三十四年）11月，該庄隸屬於宜蘭廳，編入第十三區。1905年（明治三十八年）7月，第十三區改名「利澤簡區」。1920年（大正九年），該庄改制為「頂清水」大字，隸屬於臺北州羅東郡五結庄，大字下有「加禮宛」、「清水」、「流流」、「新店」、「婆羅辛子宛」、「社尾」小字名。
戰後五結庄改制為五結鄉，隸屬於臺北縣，大字亦改制為村。1950年10月，北、基、宜分治，五結鄉改隸屬於宜蘭縣。

## 交通
省道台2線是淡水至蘇澳的幹道，其東段又稱「北部濱海公路」，大致以縱向經過頂清水地區中部偏西地帶，向北可前往頭城、澳底、基隆等地，向南可前往蘇澳並止於省道台9線路口。

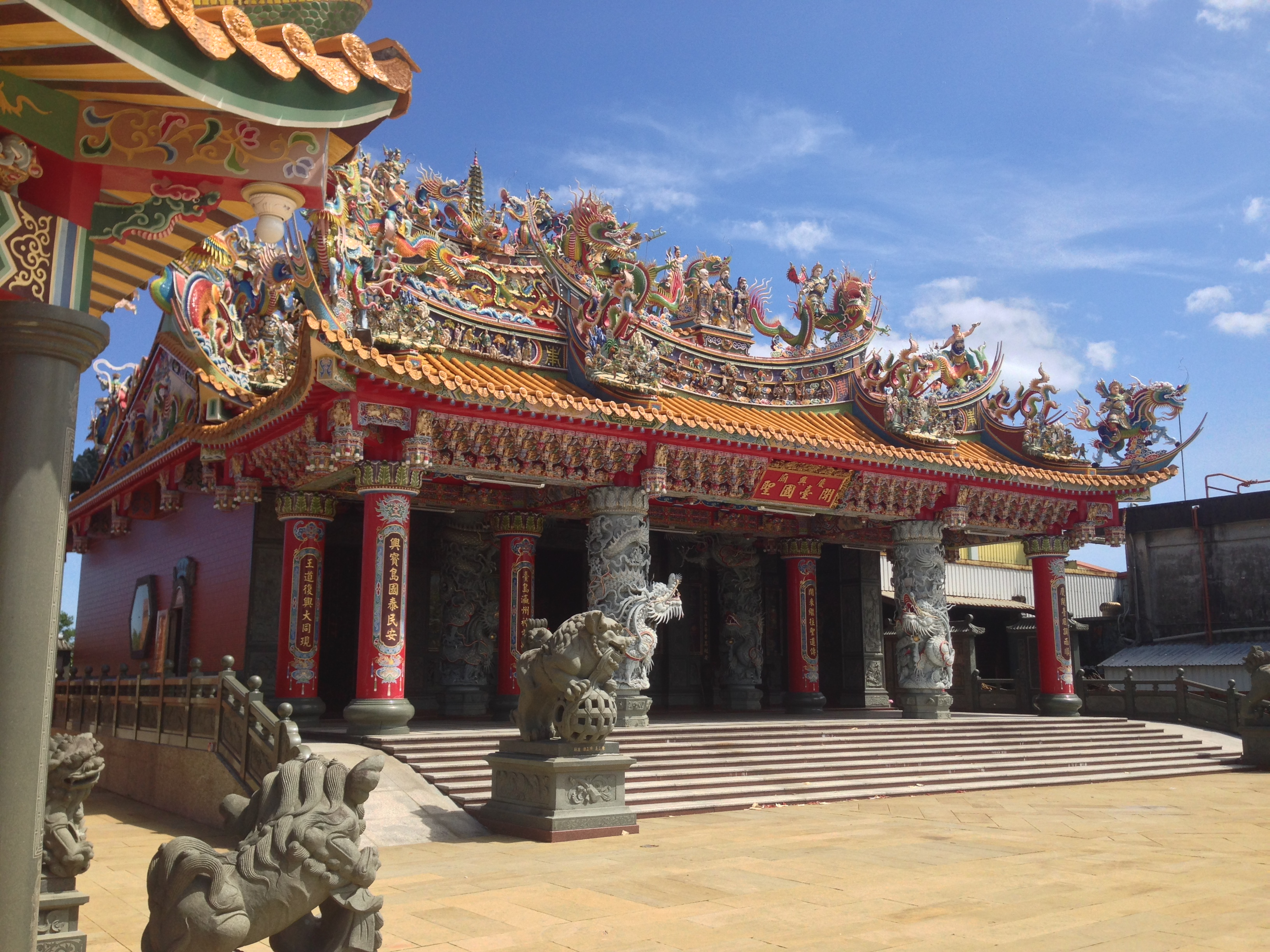
慶興廟

## 廟宇
- 馬良廟（原住民祖靈廟）
- 慶興廟（鄭成功廟）

## 景點
- 國立傳統藝術中心